# Ningchengopterus liuae
Ningchengopterus liuae — вид птерозаврів, що існував на території сучасного Китаю у ранній крейді (130—122 млн років тому).

## Скам'янілості
Викопні рештки птерозавра знайдено у відкладеннях формації Їсянь у міському окрузі Цзіньчжоу провінції Ляонін на сході Китаю. Відомий з ювенільного екземпляра (голотип CYGB-0035), що включає майже повний шарнірний скелет дитинча, що вилупилося. Також збереглися м'які частини, такі як літальна мембрана та пікноволокна, відбиті на пластині та контрпластині.

## Назва
Типовий вид Ningchengopterus liuae був названий і описаний Lü Junchang у 2009 році. Назва роду поєднує посилання на район Нінчен у Внутрішній Монголії з латинізованим грецьким pteron — «крило». Видова назва дана на честь пані Лю Цзіньї, яка зібрала скам'янілість і передала її науковцям.

## Опис
Характерною ознакою Ningchengopterus було близько п'ятдесяти зубів, по дванадцять на кожній верхній щелепі і тринадцять на кожній нижній щелепі. Зуби вигнуті, конічні та загострені. Череп завдовжки 38 мм. Морда подовжена і звужена. На нижніх щелепах видно початковий гребінь.

## Філогенія
Зразок не можна визначити точніше, ніж Pterodactyloidea. Він схожий відносними пропорціями першої та другої фаланг махового пальця на Ctenochasmatidae, і особливо Eosipterus, знайденим у тій самій формації, але немає інших синапоморфій цієї групи, тому Лю утримався від розміщення його в цій кладі.

## Екологія
Будова зубів припускає, що Ningchengopterus був рибоїдом. Повністю сформована літальна мембрана ювеніальної особини є підтвердженням гіпотези Марка Анвіна про те, що птерозаври виявляли мало батьківської турботи, їхні дитинчата могли літати незабаром після вилуплення.